# Valdemar Ethen
Štěpán Pavel Kožušníček, píšící pod pseudonymem Valdemar (též Waldemar) Ethen (23. ledna 1883 Prostějov – 24. srpna 1949 Brno) byl český (moravský) literární historik, básník a publicista.

## Život
Narodil se v rodině prostějovského měšťana Štěpána Kožušníčka jeho manželky Anežky, rozené Šindlerové. Otec byl majitelem hostince v domě Pod žudrem v Mlýnské ulici, ve kterém se scházeli hanáčtí spisovatelé.
Vystudoval gymnázium v Uherském Hradišti a po vojenské službě studoval klasickou filologii, filozofii, psychologii a světové literatury na univerzitách v Praze, Vídni a Berlíně. Titul doktora filosofie získal na Univerzitě Karlově v roce 1910. Od roku 1909 učil řečtinu, latinu, češtinu, psychologii a logiku na gymnáziích v Prostějově, od roku 1913 v Kyjově. V Prostějově byli jeho studenty mj. Jiří Wolker a spisovatelka Herma Svozilová–Johnová. Jeho přípravu na habilitaci přerušila 1. světová válka. Na haličské frontě byl zraněn, po vyléčení sloužil na srbské a rumunské frontě.
Po válce už dlouhodobě neučil. V letech 1921– 1926 byl stálým delegátem při Československé společnosti pro Svaz národů v Praze a zúčastnil se odzbrojovacích konferencí ve Vídni (1923) a v Lyonu (1924).

### Rodinný život
Dne 29. prosince 1927 se v Prostějově oženil (civilní sňatek) s Marií Janečkovou (1898–??). Manželka byla odborná učitelka, publikovala práce z oboru pedagogiky.

## Dílo
Literární studii Ondřej Přikryl, básník a politik ocenil pozitivně v Lidových novinách Arne Novák.

### Pseudonymy a šifry
Mimo pseudonymu Valdemar Ethen psal též pod pseudonymy a šiframi Kristina Ráthová, Pellides, Štěpán Prostějovský, Waldemar, -es, Ps.

### Knižní vydání
- Portréty a silhuety (čtení pro naše krajany, díl první; V Prostějově, W. Ethen, 1926)
- Z hor a nížin (příležitostné básně z války světové; Prostějov, W. Ethen, Fr. Obzina distributor, 1926)
- W. Fr. C. Messenhauser (Prostějov, nákladem vlastním, E. Kment distributor, 1928)
- Ondřej Přikryl, básník a politik (Studie k sedmdesátým narozeninám; V Praze, Moravsko-Slezská Beseda, 1932)
- Portréty a silhuety (čtení pro naše krajany, díl II.; V Prostějově, V komisi Emanuela Kmenta, 1936)

## Zajímavost
V roce 1904 informoval tisk, že Štěpán Kožušníček, tehdejší student berlínské univerzity, zachránil hocha tonoucího v řece Sprévě.